# 袁政海
袁政海（1971年10月—），江西南昌人，汉族，中国共产党党员。中华人民共和国政治人物、第十三届全国人民代表大会江西省代表。

## 生平
2018年，袁政海被选为江西省出席第十三届全国人民代表大会代表。